# П'єтроаса (Болотешть, Вранча)
П'єтроаса (рум. Pietroasa) — село у повіті Вранча в Румунії. Входить до складу комуни Болотешть.
Село розташоване на відстані 175 км на північний схід від Бухареста, 21 км на північний захід від Фокшан, 149 км на південь від Ясс, 91 км на північний захід від Галаца, 113 км на схід від Брашова.

## Населення
За даними перепису населення 2002 року у селі проживала 671 особа, з них 670 осіб (99,9%) румунів. Рідною мовою 670 осіб (99,9%) назвали румунську.